# Capirona
Capirona es un género monotípico de plantas con flores perteneciente a la familia Rubiaceae. Su única especie: Capirona decorticans, es originaria de Sudamérica tropical.

## Taxonomía
Capirona decorticans fue descrita por Richard Spruce y publicado en Journal of the Linnean Society, Botany 3: 200, en el año 1859.
Sinonimia
- Capirona duckei Huber
- Capirona huberiana Ducke
- Capirona leiophloea Benoist
- Capirona surinamensis Bremek.
- Capirona wurdackii Steyerm.
- Condaminea macrophylla Poepp.
- Loretoa peruviana Standl.
- Monadelphanthus floridus H.Karst.[4]